# Сильная Армения — с Россией
«Сильная Армения — с Россией» (арм. Ուժեղ Հայաստան Ռուսաստանի հետ) — общественно-политическое движение Армении, выступающее за более тесные взаимоотношения во всех сферах жизни страны с Россией.

## История
Учредительное заседание Совета национально-общественного движения «Сильная Армения с Россией. За новый Союз» состоялось 30 января в Ереване. На нём было объявлено о грядущем создании движения «Сильная Армения — с Россией». Его учредительное собрание состоялось 6 февраля 2021 года. Лидером движения стал депутат парламента Армении V и VI созывов, председатель партии «Союз конституционного права» Айк Бабуханян.
9 мая 2021 года в Ереване открылся офис партии «Голос нации» и движения «Сильная Армения — с Россией». На посвящённой этому событию встречи их лидеры Мгер Месропян и Айк Бабуханян подчеркнули единство своих политических взглядов и выразили уверенность в тесном и плодотворном сотрудничестве.
После протестов в Армении в 2020—2021 годах организация заявила о том, что намерена принять участие в досрочных парламентских выборах 2021 года, однако не смогла пройти регистрацию в ЦИК.

## Идеология
Организация решительно пророссийская и призывает Армению создать наиболее глубокое партнёрство с Россией и присоединиться к Союзному государству Белоруссии и России. В феврале 2021 года в ходе митинга в Ереване Айк Бабуханян заявил: «Да здравствует сильная Армения с Россией, да здравствует военно-политическое братство российского и армянского народов». Партия также призывает увеличить бюджет страны на оборону и безопасность.
Партия выступает против прозападной политики премьер-министра Никола Пашиняна и заявляет о том, что Пашинян является «марионеткой» Джорджа Сороса.